# البابا رومانوس
رومانوس هو البابا رقم 114 في قائمة باباوات الكنيسة الكاثوليكية انتخب في أغسطس عام 897 (غير معروف اليوم) وتوفي في نوفمبر في نفس العام (غير معروف اليوم). وذكر مصدر بأنه خلع من قبل فصائل التمرد العسكرية بسبب أنه ألغى كل القرارات التي أقرها سلفه